# Ulrich Ramé
Ulrich Ramé (* 19. September 1972 in Nantes) ist ein ehemaliger französischer Fußballtorwart und heutiger -trainer.

## Karriere

### Verein
Ramé spielte von 1991 bis 1997 für den SCO Angers, von 1997 bis 2011 für Girondins Bordeaux und von 2011 bis 2013 für den CS Sedan.
Für Bordeaux bestritt er zwischen 1997 und 2011 406 Spiele in der Ligue 1. Er kam auch zu 22 Einsätzen in der UEFA Champions League und 48 Einsätzen in der UEFA Europa League bzw. dem UEFA-Cup. Für Sedan kam er auf 46 Einsätze in der Ligue 2.

### Nationalmannschaft
Auch für die französische Nationalmannschaft lief er auf und war Teilnehmer der EM 2000 in den Niederlanden und Belgien, dem Confederations Cup 2001 sowie der WM 2002 in Japan und Südkorea. Während er beim französischen EM-Sieg und dem WM-Vorrundenaus Ersatztorhüter war, kam er beim Confederations Cup zu drei Einsätzen, darunter der 1:0-Finalsieg gegen Japan. Insgesamt absolvierte er von 1999 bis 2003 elf Länderspiele.

## Erfolge

### Verein
- Französischer Meister: 1999, 2009
- Französischer Vize-Meister: 2006, 2008
- Französischer Ligapokalsieger: 2007, 2009

### Nationalmannschaft
Zu seinen Erfolgen zählen die Gewinne der EM 2000 und des Confederations Cups 2001 mit der französischen Auswahl.

### Persönliche Auszeichnungen
- Étoile d’Or 2002
- Torhüter des Jahres der Ligue 1: 2001/02